# ローター・ファーバー
ローター・ファーバー（Lothar Faber, 1922年2月7日 - 2005年9月1日）は、ドイツのオーボエ奏者。
ケルンの生まれ。ケルン・ギュルツェニヒ管弦楽団のオーボエ奏者だった父にオーボエの手ほどきを受け、地元の音楽院でオーボエを専攻。その後パリ音楽院でも研鑽を積み、1946年からケルン放送交響楽団の首席オーボエ奏者を務めた。
ブルーノ・マデルナと親交を結び、マデルナのオーボエ協奏曲第1番と同第2番の初演でオーボエ独奏を務めている。
1974年から1977年までシエーナのキジアーナ音楽院で教鞭をとった。